# Gottlieb Adam Johann von Schallern
Gottlieb Adam Johann Ritter und Edler von Schallern (* 15. Februar 1766 in Thierstein; † 12. Oktober 1827 in Bayreuth) war ein deutscher Mediziner.

## Leben
Schallern erhielt den ersten Unterricht bei seinem Vater, einem Pfarrer. Anschließend besuchte er das Lyzeum in Wunsiedel und wechselte dann 1782 auf das Gymnasium Christian-Ernestinum in Bayreuth. 1786 ging er an die Universität Erlangen, an der er sich insbesondere dem Medizinstudium widmete. 1790 wurde er dort mit der Dissertation De Chelidonii majoris virtute medica novis observationibus firmata zum Dr. med. promoviert.
Schallern wurde nach einer Reise durch Deutschland und die Schweiz zunächst kurz Arzt in Wunsiedel. 1792 erhielt er einen Ruf aus dem Fürstentum Bayreuth. Dort wurde er zur Neuordnung des Medizinalwesens als Medizinalassessor angestellt und 1796 zum Medizinalrat befördert. 1798 wurde er Physikus des Bezirks Bayreuth.
Schallern erhielt 1807 die Ernennung zum Hebammenlehrer und hatte zudem bei der Ausbildung des wundärztlichen Personals durch chirurgische Vorträge mitzuwirken. 1811 erhielt er die Ernennung zum Kreismedizinalrat beim örtlichen Generalkommissariat in Bayreuth und 1817 eine Anstellung als Rat bei der Kreisregierung.
Das Verdienst Schallerns ist vielfältig. Er war um die Durchsetzung der Kuhpockenimpfung bemüht und um die Bekämpfung der Ruhrepidemie 1804 sowie um die Bekämpfung des Kriegstyphus 1810. Bayreuth verdankt seine Badeanstalt Schallern.

## Publikationen (Auswahl)
- Deutliche Anweisung die Viehpest, Löserdürre zu erkennen, und solche nach einer erprobten Kurart sicher zu heilen, Erben, Bayreuth 1797. (Digitalisat)
- Einige Vorsichts-Maßregeln zur Verhinderung der weitern Verbreitung des jetzt herrschenden Nervenfiebers, Birner, Bayreuth 1814.
- Anweisung der Hundswuth auf eine durch lange Erfahrung erprobte Weise sicher vorzubauen und sie zu heilen, Birner, Bayreuth 1824.